# توماس كونزي
توماس كونزي (بالألمانية: Thomas Kunze)‏ هو مؤرخ ألماني، ولد في 23 فبراير 1963 في لايبزيغ في ألمانيا.